# Ministerio de Agricultura (Suecia)
El Ministerio de Agricultura (Jordbruksdepartementet) fue creado en 1900. Cambió de nombre en 2011 por el de Ministerio de Asuntos Rurales (Landsbygdsdepartementet), y fue suprimido en 2015, pasando sus funciones bajo la responsabilidad del Ministerio de Economía (Näringsdepartementet).
Cuando fue fundado en 1900, hubo la intención de aliviar la carga del Ministerio de Interior (Civildepartementet) e introducir una coordinación de la política agrícola sueca.El nuevo ministerio incorporó las materias y expedientes de agricultura y pesca del Ministerio del Interior y los asuntos de bosques del Ministerio de Finanzas (Finansdepartementet), ensanchando sucesivamente su responsabilidad a las áreas de la agricultura, pesca, protección de animales, desarrollo rural, alimentos y caza, además de investigación y cooperación internacional en esos dominios.

## Agencias gubernamentales vinculadas a los extintos Ministerios de Agricultura y Ministerio de Asuntos Rurales
- Dirección General de Agricultura (Jordbruksverket) en Jönköping.
- Dirección General de Pesca (Fiskeriverket) en Gotemburgo.
- Universidad de Ciencias Agrícolas de Suecia (Sveriges Lantbruksuniversitet) en Uppsala.
- Instituto Nacional de Medicina Veterinaria (Statens Veterinärmedicinska Anstalt) en Uppsala.
- Parlamento Lapón (Sametinget) en Kiruna.
- Agencia Nacional de Defensa del Consumidor (Konsumentverket) en Estocolmo.